# Улица Ноликтавас
Улица Но́ликтавас (латыш. Noliktavas iela — Складская улица) — улица в Риге, частично располагается в историческом районе Старый город. Ведёт от улицы Торня до улицы Муйтас, является западной границей Площади Екаба, пересекает улицу Кришьяня Валдемара. Длина улицы — 242 метра.

## История
Впервые встречается в адресных книгах Риги в 1876 году (Пакгаузная улица). В 1921 году была переименована в Ноликтавас. В 1942—1944 годах называлась Schlageterstraße. В 1944 году возвращено название Ноликтавас.

## Достопримечательности
- д. 1 — жилой дом (1897, архитектор Готфрид Кронс)
- д. 3 — жилой дом (1903, архитектор Пауль Мандельштам)
- д. 5 — жилой дом (1907, архитектор Константин Пекшенс)
- На улице находятся также Государственный банк Латвии и Рижский государственный техникум.